# 艾莉森·理查德

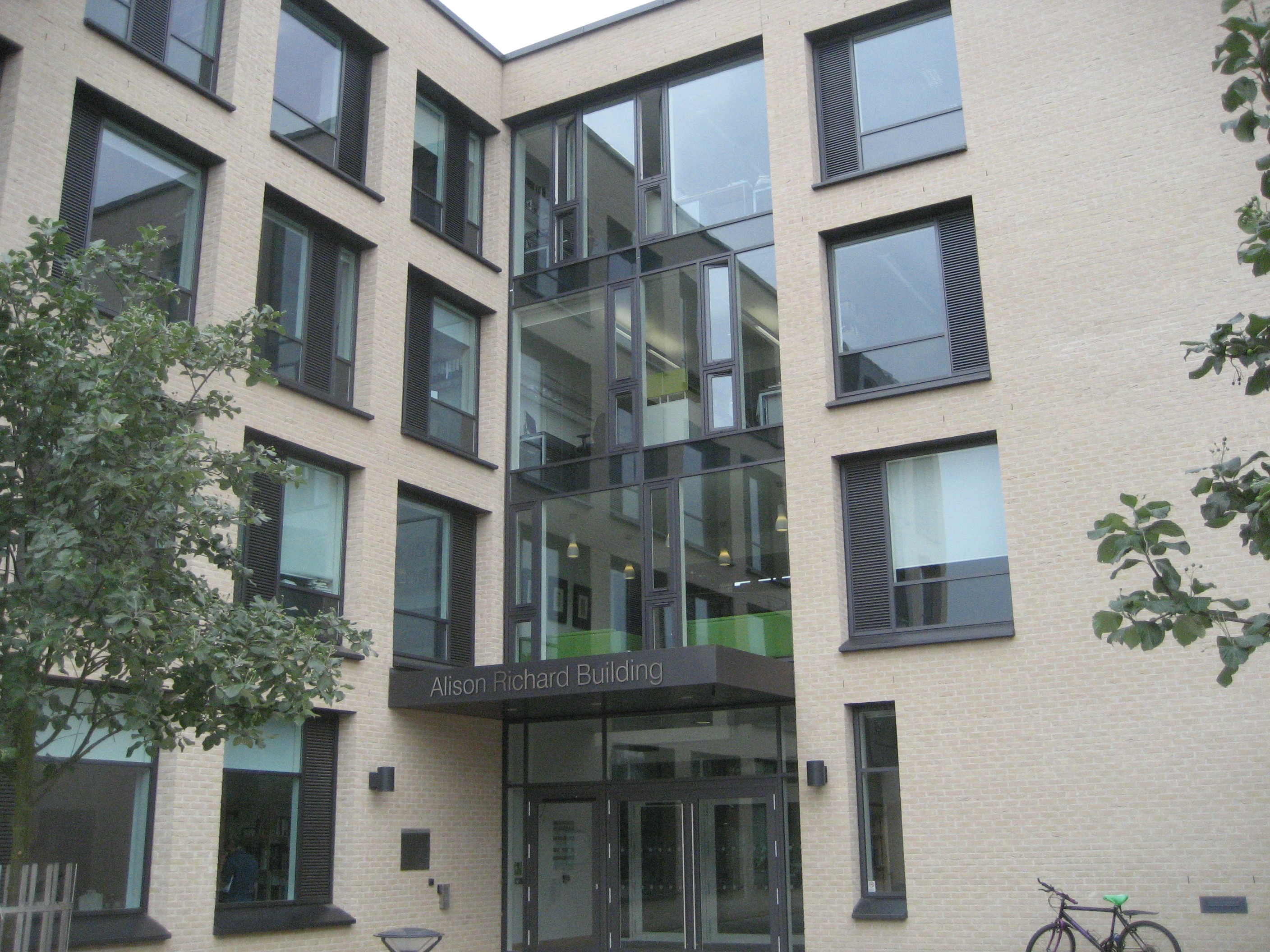
剑桥大学内以艾莉森·理查德命名的艾莉森·理查德楼

艾莉森·费蒂斯·理查德女爵士，DBE（Dame Alison Fettes Richard，1948年3月1日—）生于英格兰的肯特郡，2003至2010年任剑桥大学的校长，她是剑桥大学首位女性校长。.
理查德教授本科就读于剑桥大学纽纳姆学院，后获得伦敦国王学院哲学博士学位。她的学术研究方向是体质人类学，特别是对狐猴的研究。
理查德教授于1986至1990年任耶鲁大学人类学院院长，后被任命为耶鲁大学皮博迪自然历史博物馆主任。其后她于1998年被任命为人文环境的富兰克林·穆茨·克斯比教授。从1994年至1998年，她是耶鲁大学教务长，并从2003年被任命为剑桥大学副校长接替原副校长亚历克·布罗厄斯爵士。
理查德教授在2010年6月的英女皇壽辰名單中獲勳DBE勳銜，獲女爵士榮銜。